# Moritz Cantor
Moritz Benedikt Cantor, född den 23 augusti 1829 i Mannheim, död den 9 april 1920 i Heidelberg, var en tysk matematikhistoriker. Han var avlägsen släkting till Georg Cantor.
Cantor blev 1853 docent vid universitetet i Heidelberg, där han 1863 utnämndes till extra ordinarie och 1877 till honorarie professor i matematik. Han ägnade sig nästan uteslutande åt matematisk-historisk forskning. Hans äldre arbeten resulterade i undersökningar om speciella delar av matematikens historia, bland annat om räknekonstens och taltecknens historia under forntiden och medeltiden, samt geometrins historia under antikens upplösningsperiod.
Cantor arbetade under lång tid med en avhandling om matematikens historia, där han sammanfattade och kompletterade resultaten av den forskning som dittills fanns inom området. Genom detta arbete lyckades han ge en mer tillförlitlig och komplett bild av den matematiska utvecklingen än vad hans föregångare kunde åstadkomma.